# Incidente del C-130 Hercules della Nigerian Air Force del 1992
Il 26 settembre 1992, un Lockheed C-130H Hercules della Nigerian Air Force si schiantò tre minuti dopo il decollo da Lagos, in Nigeria. Tutte le 159 persone a bordo persero la vita, tra cui 8 cittadini stranieri. L'aereo stava decollando completamente carico e tre dei quattro motori si guastarono durante la salita.
Alcuni rapporti affermavano che a bordo c'erano 163 persone, altri 174 o addirittura 200, inclusi alcuni civili non identificati e personale militare che si era fatto dare un passaggio. In ogni caso, 150 militari nigeriani, cinque ghanesi, un tanzaniano, un zimbabwano e un ugandese vennero confermati morti.

## L'aereo
Il velivolo coinvolto era un Lockheed C-130H Hercules, marche NAF911, numero di serie 4624. Volò per la prima volta nel 1975 e venne consegnato alla Nigerian Air Force. Era spinto da 4 motori turboelica Allison T56. Al momento dell'incidente, l'aereo aveva circa dodici anni.

## L'incidente
L'aereo doveva trasportare un gruppo di soldati da Lagos a Kaduna e Jos. Cadetti della Nigerian Air Force e diversi ufficiali, nonché diversi rappresentanti di altri paesi dovevano volare su quell'aereo. Inoltre, nella città di Ikeja si era svolto un torneo annuale di squash e i partecipanti e gli appassionati stavano tornando a casa. La partenza sarebbe dovuta avvenire venerdì 25 settembre, ma venne rinviata di un giorno a causa di problemi con uno dei motori. La mattina del 26 settembre, la partenza venne ritardata per lo stesso motivo. A questo proposito, molti cadetti preferirono partire in altri modi.
Quando tutti i problemi furono risolti, iniziò l'imbarco dei passeggeri. A bordo vi erano almeno 150 persone e la maggior parte dei posti non aveva cinture di sicurezza. Dopo aver ricevuto il permesso di decollare, alle 17:32 e con il bel tempo, il C-130 iniziò ad accelerare sulla pista. Quando alzò il muso, il comandante riferì al controllore di un guasto del motore, e questi diede il permesso di tornare all'aeroporto. Durante la virata un altro motore si guastò, così l'equipaggio decise di effettuare un atterraggio di emergenza in un canale di Lagos. Ad un certo punto, anche un terzo motore smise di funzionare. Il pesante aereo abbassò bruscamente il muso e, alle 17:35, si schiantò in una palude sulle rive del canale, con l'ala destra e una parte della coda che si separarono nell'impatto.
Sebbene il controllore fosse a conoscenza dei problemi sull'aereo e ne avesse informato il capo dell'aeroporto, a causa di un malinteso si credeva che si trattasse di un piccolo aereo. Per questo motivo, quando si venne a sapere che il disastro si era verificato in una palude e al crepuscolo, le ricerche vennero rinviate al mattino successivo. Quando i servizi di emergenza arrivarono sul luogo dell'incidente, non trovarono un singolo sopravvissuto. Molti morirono nell'incendio che si sviluppò dopo l'impatto o annegarono. Il numero esatto di morti non era noto, poiché l'aereo si disintegrò insieme a molti corpi nell'impatto. Il primo giorno di ricerche, vennero trovati solo 27 corpi. 168 cadetti si trovavano all'aeroporto, ma, dopo i continui ritardi, molti scelsero altri modi per arrivare a Kaduna. A bordo c'erano anche militari stranieri. Alcuni rapporti indicavano 163 morti, altri 174. Alcuni giornali riportarono addirittura 200 vittime. Le ricerche determinarono che a bordo c'erano almeno 150 militari nigeriani, cinque ghanesi, un tanzaniano, un zimbabwano e un ugandese. Questo è il peggior disastro che coinvolge un C-130 e, al momento degli eventi, fu il più grave incidente aereo di un turboelica al mondo.

## Le indagini
La causa del disastro fu il guasto in serie di tre motori, due dei quali durante il decollo e uno durante l'avvicinamento per l'atterraggio di emergenza. Il guasto fu causato dalla contaminazione del carburante. Non venne mai scoperto con certezza se fosse dovuta a errori durante il rifornimento, a errori durante la manutenzione o se si fosse trattato da un sabotaggio.